# Seznam vodních ploch v okrese Jihlava
Seznam vodních ploch v okrese Jihlava zahrnuje vodní nádrže a rybníky, které se nalézají v okrese Jihlava. Jde o dvě vodní nádrže a řadu rybníků, které jsou pojmenované a jejich rozloha přesahuje 2 hektary či jsou tato vodní díla něčím významná (např. jsou vyhlášena jako chráněné území).

## Seznam
| Vodní plocha           | Obrázek | Rozloha [ha] | Vodní tok              | Katastr          | GPS                              | Poznámky                    |
| ---------------------- | ------- | ------------ | ---------------------- | ---------------- | -------------------------------- | --------------------------- |
| Nová Říše              |         | 51           | Řečice                 | Vystrčenovice    | 49°9′17″ s. š., 15°32′43″ v. d.  | Vodní nádrž                 |
| Hubenov                |         | 48           | Maršovský potok        | Dvorce Hubenov   | 49°23′40″ s. š., 15°29′9″ v. d.  | Vodní nádrž                 |
| Jezdovický rybník      |         | 28           | Třešťský potok         | Jezdovice Třešť  | 49°18′54″ s. š., 15°29′0″ v. d.  |                             |
| Řibřid                 |         | 21           | Světelský potok        | Mrákotín         | 49°11′10″ s. š., 15°22′12″ v. d. | též Žibřid                  |
| Vaňovský rybník        |         | 21           | Třešťský potok         | Třešť            | 49°16′57″ s. š., 15°29′ v. d.    |                             |
| Smíchov                |         | 20           | bezejmenný             | Borovná          | 49°9′50″ s. š., 15°24′41″ v. d.  |                             |
| Maršovský rybník       |         | 20           | Maršovský potok        | Zbilidy          | 49°26′11″ s. š., 15°26′41″ v. d. |                             |
| Bor                    |         | 18           | bezejmenný             | Jihlávka         | 49°15′51″ s. š., 15°18′17″ v. d. | též Krvavec či Krvavý       |
| Zbinožský rybník       |         | 18           | Úsobský potok          | Zbinohy          | 49°29′33″ s. š., 15°28′8″ v. d.  |                             |
| Hamerský rybník        |         | 17           | Myslůvka               | Mrákotín         | 49°10′48″ s. š., 15°23′10″ v. d. | též Hamer                   |
| Olešský rybník         |         | 16           | Strouha                | Olší             | 49°9′41″ s. š., 15°22′23″ v. d.  |                             |
| Pávovský rybník        |         | 16           | Zlatý potok            | Pávov            | 49°26′38″ s. š., 15°36′3″ v. d.  |                             |
| Peklo                  |         | 15           | Šlapanka Zhořský potok | Polná            | 49°29′10″ s. š., 15°42′39″ v. d. | ...                         |
| Staroměstský rybník    |         | 15           | Telčský potok          | Telč             | 49°10′41″ s. š., 15°27′35″ v. d. |                             |
| Černý rybník           |         | 14           | Smrčenský potok        | Smrčná           | 49°28′15″ s. š., 15°30′25″ v. d. |                             |
| Janovský rybník        |         | 13           | Třešťský potok         | Hodice           | 49°15′46″ s. š., 15°28′43″ v. d. |                             |
| Velký Pařezitý rybník  |         | 13           | Javořický potok        | Řásná            | 49°13′45″ s. š., 15°22′31″ v. d. | Přírodní rezervace          |
| Třeštický rybník       |         | 13           | Třešťský potok         | Třeštice         | 49°14′24″ s. š., 15°26′58″ v. d. |                             |
| Kněžický rybník        |         | 12           | Kněžický potok         | Kněžice          | 49°15′47″ s. š., 15°40′24″ v. d. |                             |
| Sviták                 |         | 12           | Milíčovský potok       | Milíčov          | 49°23′54″ s. š., 15°24′46″ v. d. |                             |
| Roštejnský rybník      |         | 12           | Telčský potok          | Telč             | 49°11′47″ s. š., 15°26′43″ v. d. |                             |
| Lužný rybník           |         | 12           | bezejmenný             | Pístov           | 49°22′27″ s. š., 15°32′44″ v. d. | též Pístov                  |
| Hodický rybník         |         | 11           | Třešťský potok         | Hodice           | 49°15′58″ s. š., 15°28′52″ v. d. |                             |
| Dolní Mrzatec          |         | 11           | Myslůvka               | Mrákotín         | 49°12′1″ s. š., 15°22′19″ v. d.  |                             |
| Zhejral                |         | 10           | Studenský potok        | Klatovec         | 49°13′16″ s. š., 15°18′48″ v. d. | Národní přírodní rezervace  |
| Silniční rybník        |         | 10           | Třešťský potok         | Kostelec         | 49°21′16″ s. š., 15°29′33″ v. d. |                             |
| Luční rybník           |         | 10           | Třešťský potok         | Kostelec         | 49°20′50″ s. š., 15°29′30″ v. d. |                             |
| Zámecký rybník         |         | 10           | Zlatý potok            | Střítež          | 49°27′23″ s. š., 15°37′20″ v. d. | též Pivovarský              |
| Černíčský rybník       |         | 10           | Moravská Dyje          | Černíč           | 49°7′47″ s. š., 15°27′22″ v. d.  | též Travní                  |
| Zámecký rybník         |         | 9            | Jihlava                | Batelov          | 49°19′ s. š., 15°23′45″ v. d.    |                             |
| Strážov                |         | 9            | Brtnice                | Brodce           | 49°15′11″ s. š., 15°39′34″ v. d. |                             |
| Zákotský rybník        |         | 9            | Bukovský potok         | Buková           | 49°18′46″ s. š., 15°27′41″ v. d. |                             |
| Štěpnický rybník       |         | 8,73         | Telčský potok          | Telč             | 49°11′7″ s. š., 15°27′23″ v. d.  | též Ostrovský               |
| Husinec                |         | 8            | Prokopka               | Knínice          | 49°6′2″ s. š., 15°35′50″ v. d.   |                             |
| Plodový rybník         |         | 8            | Javořický potok        | Řásná            | 49°13′40″ s. š., 15°23′33″ v. d. |                             |
| Kukle                  |         | 7,91         | Šlapanka               | Polná            | 49°30′26″ s. š., 15°42′24″ v. d. |                             |
| Rychlovský rybník      |         | 7            | Brtnice                | Rychlov          | 49°17′27″ s. š., 15°40′45″ v. d. |                             |
| Šerý rybník            |         | 7            | Hamerský potok         | Panské Dubenky   | 49°13′6″ s. š., 15°16′12″ v. d.  |                             |
| Drdák                  |         | 7            | Třešťský potok         | Řídelov          | 49°14′21″ s. š., 15°25′15″ v. d. |                             |
| Švábovský rybník       |         | 7            | Švábovský potok        | Švábov           | 49°18′16″ s. š., 15°21′57″ v. d. |                             |
| Smrk                   |         | 7            | Telčský potok          | Vanov            | 49°12′55″ s. š., 15°24′48″ v. d. |                             |
| Rohozenský rybník      |         | 6,55         | Telčský potok          | Telč             | 49°9′54″ s. š., 15°28′9″ v. d.   |                             |
| Mlýnský rybník         |         | 6,4          | Šlapanka               | Jamné            | 49°25′40″ s. š., 15°42′46″ v. d. |                             |
| Staviště               |         | 6,2          | Vápovka                | Nová Říše        | 49°8′43″ s. š., 15°34′4″ v. d.   |                             |
| Horní Okrouhlík        |         | 6,07         | Okrouhlík              | Čížov            | 49°21′27″ s. š., 15°33′21″ v. d. |                             |
| Pilský rybník          |         | 5,49         | Batelovský potok       | Batelov          | 49°18′24″ s. š., 15°23′35″ v. d. |                             |
| Velký hulišťský rybník |         | 5,24         | Strouha                | Kostelní Myslová | 49°9′15″ s. š., 15°24′27″ v. d.  |                             |
| Doupský rybník         |         | 5,17         | Třešťský potok         | Doupě            | 49°14′8″ s. š., 15°25′52″ v. d.  |                             |
| Bělohradský rybník     |         | 5,15         | Hamerský potok         | Kaliště          | 49°14′50″ s. š., 15°17′43″ v. d. |                             |
| Kladina                |         | 5,13         | Vápovka                | Stará Říše       | 49°11′16″ s. š., 15°34′55″ v. d. |                             |
| Trpaslík               |         | 5,09         | Smrčenský potok        | Hybrálec         | 49°26′42″ s. š., 15°32′53″ v. d. |                             |
| Podhájský rybník       |         | 5,09         | bezejmenný             | Telč             | 49°9′51″ s. š., 15°27′51″ v. d.  |                             |
| Škrobárenský rybník    |         | 5            | Jihlava                | Batelov          | 49°18′46″ s. š., 15°22′53″ v. d. |                             |
| Lukáš                  |         | 5            | bezejmenný             | Pístov           | 49°22′42″ s. š., 15°33′2″ v. d.  |                             |
| Vodárenský rybník      |         | 5            | bezejmenný             | Pístov           | 49°23′9″ s. š., 15°33′8″ v. d.   | Pístov                      |
| Prostřední rybník      |         | 4,84         | Měšínský potok         | Měšín            | 49°25′48″ s. š., 15°39′30″ v. d. |                             |
| Cihlářský rybník       |         | 4,8          | bezejmenný             | Střítež          | 49°27′23″ s. š., 15°36′57″ v. d. | též Písařský                |
| Horní Mrzatec          |         | 4,76         | Myslůvka               | Mrákotín         | 49°12′25″ s. š., 15°21′59″ v. d. |                             |
| Střední Okrouhlík      |         | 4,5          | Okrouhlík              | Čížov            | 49°21′24″ s. š., 15°33′36″ v. d. |                             |
| Valcha                 |         | 4,3          | Valchovský potok       | Třešť            | 49°16′46″ s. š., 15°27′55″ v. d. |                             |
| Pilný rybník           |         | 4,21         | Javořický potok        | Řídelov          | 49°14′17″ s. š., 15°24′ v. d.    |                             |
| Mlýnský rybník         |         | 4,2          | Zlatý potok            | Střítež          | 49°27′57″ s. š., 15°37′56″ v. d. |                             |
| Kudrnův rybník         |         | 4,2          | Hamerský potok         | Panské Dubenky   | 49°13′26″ s. š., 15°16′36″ v. d. | dříve dle majitele Tomšíkův |
| Doubrava               |         | 4,11         | Hamerský potok         | Panské Dubenky   | 49°12′32″ s. š., 15°15′29″ v. d. |                             |
| Ulický rybník          |         | 4,07         | Telčský potok          | Telč             | 49°11′1″ s. š., 15°27′5″ v. d.   |                             |
| Býkovecký rybník       |         | 4,05         | Hamerský potok         | Býkovec          | 49°13′58″ s. š., 15°17′11″ v. d. |                             |
| Mackův rybník          |         | 4,01         | Vyderský potok         | Mysletice        | 49°8′43″ s. š., 15°23′59″ v. d.  |                             |
| Horní Jilmík           |         | 3,94         | Lísek                  | Hodice           | 49°15′54″ s. š., 15°29′43″ v. d. |                             |
| Šilhan                 |         | 3,81         | bezejmenný             | Borovná          | 49°9′52″ s. š., 15°24′37″ v. d.  |                             |
| U Kumštárových         |         | 3,8          | Karlínský potok        | Brtnička         | 49°14′5″ s. š., 15°37′10″ v. d.  |                             |
| Malý pařezitý rybník   |         | 3,6          | Třešťský potok         | Řásná            | 49°14′31″ s. š., 15°23′37″ v. d. |                             |
| Růženský rybník        |         | 3,52         | Čenkovský potok        | Růžená           | 49°15′46″ s. š., 15°25′10″ v. d. |                             |
| Brázdův rybník         |         | 3,46         | Řečice                 | Vystrčenovice    | 49°8′55″ s. š., 15°32′37″ v. d.  |                             |
| Vodnatý rybník         |         | 3,4          | Řečice                 | Ořechov          | 49°11′28″ s. š., 15°33′8″ v. d.  |                             |
| Hladovský rybník       |         | 3,32         | Hladovský potok        | Hladov           | 49°12′48″ s. š., 15°36′36″ v. d. |                             |
| Broum                  |         | 3,2          | bezejmenný             | Spělov           | 49°19′10″ s. š., 15°27′10″ v. d. |                             |
| Mlýnský rybník         |         | 3,2          | Karlínský potok        | Dlouhá Brtnice   | 49°14′6″ s. š., 15°36′31″ v. d.  |                             |
| Zadní rybník           |         | 3,17         | Smrčenský potok        | Hybrálec         | 49°26′49″ s. š., 15°33′9″ v. d.  |                             |
| Nový rybník            |         | 3,16         | bezejmenný             | Hrutov           | 49°15′6″ s. š., 15°41′23″ v. d.  |                             |
| Ostrovní rybník        |         | 3,1          | Moravská Dyje          | Černíč           | 49°7′37″ s. š., 15°26′50″ v. d.  |                             |
| Valchař                |         | 3,08         | Zlatý potok            | Dobronín         | 49°28′35″ s. š., 15°38′36″ v. d. |                             |
| Nový rybník            |         | 3,01         | bezejmenný             | Panská Lhota     | 49°19′19″ s. š., 15°42′47″ v. d. |                             |
| Šamonín                |         | 3            | Brtnice                | Brtnice          | 49°19′11″ s. š., 15°40′49″ v. d. |                             |
| Stará plovárna         |         | 3            | Jihlávka               | Jihlava          | 49°23′18″ s. š., 15°36′20″ v. d. |                             |
| Polívkův rybník        |         | 2,91         | Telčský potok          | Vanov            | 49°12′30″ s. š., 15°25′54″ v. d. |                             |
| Bukač                  |         | 2,9          | bezejmenný             | Milíčov          | 49°24′13″ s. š., 15°23′0″ v. d.  |                             |
| Klechtavec             |         | 2,84         | Dolnohuťský potok      | Rohozná          | 49°21′9″ s. š., 15°24′45″ v. d.  |                             |
| Mlýnský rybník         |         | 2,78         | Balinka                | Arnolec          | 49°25′57″ s. š., 15°49′18″ v. d. | ...                         |
| Prokop                 |         | 2,64         | Prokopka               | Zdeňkov          | 49°8′2″ s. š., 15°36′3″ v. d.    |                             |
| Dubový rybník          |         | 2,6          | Zlatý potok            | Pávov            | 49°26′30″ s. š., 15°35′32″ v. d. |                             |
| Dolní rybník           |         | 2,59         | Batelovský potok       | Rácov            | 49°17′46″ s. š., 15°23′24″ v. d. |                             |
| Velký rybník           |         | 2,52         | bezejmenný             | Rantířov         | 49°24′11″ s. š., 15°31′54″ v. d. |                             |
| Bor                    |         | 2,5          | Šlapanka               | Polná            | 49°29′59″ s. š., 15°42′39″ v. d. |                             |
| Obecní rybník          |         | 2,4          | Měšínský potok         | Střítež          | 49°27′21″ s. š., 15°37′49″ v. d. |                             |
| Dolní Bradlo           |         | 2,4          | bezejmenný             | Hosov            | 49°23′43″ s. š., 15°31′31″ v. d. |                             |
| Horní rybník           |         | 2,4          | Batelovský potok       | Rácov            | 49°17′33″ s. š., 15°23′20″ v. d. |                             |
| Kazimír                |         | 2,39         | Doubravský potok       | Panské Dubenky   | 49°13′10″ s. š., 15°15′26″ v. d. |                             |
| Svatojanský rybník     |         | 2,33         | Částkovický potok      | Lhotka           | 49°12′41″ s. š., 15°23′45″ v. d. |                             |
| Medličský rybník       |         | 2,12         | Švábovský potok        | Švábov           | 49°17′52″ s. š., 15°21′38″ v. d. |                             |
| Lomák                  |         | 2,11         | Bělokamenský potok     | Bílý Kámen       | 49°26′37″ s. š., 15°30′45″ v. d. |                             |
| Holotympl              |         | 2            | Ždírecký potok         | Dobronín         | 49°28′8″ s. š., 15°39′2″ v. d.   |                             |
| Suchý rybník           |         | 2            | Myslůvka               | Krahulčí         | 49°10′47″ s. š., 15°24′35″ v. d. |                             |
| Korečník               |         | 2            | Valchovský potok       | Třešť            | 49°16′51″ s. š., 15°28′22″ v. d. |                             |
| Návesní rybník         |         | 2            | Filipovský potok       | Dobronín         | 49°28′44″ s. š., 15°39′24″ v. d. |                             |
| Zimův rybník           |         | 2            | bezejmenný             | Polná            | 49°29′23″ s. š., 15°43′54″ v. d. |                             |
| Rychtářský rybník      |         | 1,92         | Balinka                | Arnolec          | 49°26′38″ s. š., 15°49′13″ v. d. | přírodní památka            |
| Loudilka               |         |              | Loudilka               | Kozlov           | 49°23′48″ s. š., 15°41′56″ v. d. |                             |
| Okrouhlík              |         |              | Vápovka                | Nová Říše        | 49°8′40″ s. š., 15°33′58″ v. d.  |                             |